# Iannis Karràs
Iannis Karràs (en grec: Γιάννης Καρράς, 1907 – 1989), també conegut com a John Constantine Carras, fou un magnat armador grec, net del capità i armador Ioannis I. Karràs (1852–1927) originari de Quios.
A les darreries dels 1960 la flota de les empreses del grup de J. C. Karràs va assolir el seu zenit, amb 34 vaixells amb una capacitat total de 640.000 dwt. En aquella època, també estava ficat en el negoci del turisme, i va comprar una extensa zona de Sithonia, a la península Calcídica al nord de Grècia, i el 1973 començà la construcció d'un complex turístic, conegut actualment com a Porto Carras, i que ha esdevingut un dels més famosos centres turístics de Grècia.